# La meva família
La meva família (títol original: My Family) és una pel·lícula estatunidenca dirigida per Gregory Nava, estrenada l'any 1995. Ha estat doblada al català.

## Argument
Tres generacions d'una mateixa família d'immigrants mexicans veuen créixer la ciutat de Los Angeles al seu voltant, mentre tracten d'integrar-se en la societat americana i aconseguir els seus somnis de prosperitat.

## Repartiment
- Edward James Olmos: Paco
- Jimmy Smits: Jimmy
- Esai Morals: Chucho
- Elpidia Carrillo: Isabel Magaña
- Rafael Cortes: Roberto
- Ivette Reina: Trini
- Amelia Zapata: L'amiga de Roberto
- Jacob Vargas: Jove José
- Jennifer Lopez: Jove Maria
- Thomas Rosales Jr.: El Batelier
- Constància Marie: Toni
- Benito Martinez: Jove Paco
- Bart Johnson: Jove oficial
- Scott Bakula: David Ronconi
- Lupe Ontiveros: Irene
- Mary Steenburgen: Gloria
- Emilio Rivera: Tamalito
- Dedee Pfeiffer: Karen Gillespie
- Bruce Gray: Mr. Gillespie

## Rebuda
- Premis 
  - 1995: Nominada a l'Oscar al millor maquillatge
  - 1995: Premis Independent Spirit: Nominada  Millor actor (Smits) i  actriu secundària. (Lopez)
- Crítica: "Atractiva producció amb un planter ple de noms d'origen hispà. Emotiu drama humà sobre uns emigrants mexicans que busquen el somni americà"[3]